# 白映玉
白映玉（1973年4月—），黑龙江哈尔滨人，汉族，中国共产党党员。中华人民共和国政治人物、第十三届全国人民代表大会广东地区代表。
担任东方电气（广州）重型机器公司手工焊焊工。2018年2月24日，当选为第十三届全国人大代表。